# 粉被薹草
粉被薹草（学名：Carex pruinosa）为莎草科薹草属的植物。分布在印度尼西亚、印度以及中国大陆的山东、广东、江西、云南、河南、广西、江苏、福建、安徽、湖南、贵州、四川、浙江等地，生长于海拔50米至2,500米的地区，多生于山谷以及溪旁潮湿处，目前尚未由人工引种栽培。

## 异名
- Carex pruinosa Boott ssp. maximowiczii (Miq.) Kuekenth.